# Donato Velluti
Donato Velluti (1313-1370) fue un jurista y cronista italiano de la Baja Edad Media.

## Biografía
Velluti nació en Florencia en 6 de julio de 1313 y descendía de una antigua familia de "Castello di Semifonte" en Valdesa, destruido en 1202 por los florentinos tras larga guerra, y esta familia, en unión con el resto de la aristocracia sostenía su nobleza por sus negocios comerciales, una de las primeras en construir un palacio remarcable sobre la Via Maggio de Florencia.
El padre de Velluti, Lamberto, obligado a ausentarse por asuntos de Estado, confió la educación de sus hijos a distintos parientes, y a la edad de 10 años Velluti es apresado por una banda de malhechores condotieros y llevado a Lucca a la presencia de quien enseñoreaba la ciudad, Castruccio Castracani (1281-1328), célebre político y militar inherente a las facciones en que se hallaba dividida Italia preñada del contencioso entre güelfos y gibelinos, descendiente de una antigua familia de Intelmilenni, en Lucca, obligada a irse a Ancona, teniendo una vida aventurera, ya que a la edad de 20 años fue a Inglaterra donde sus variadas cualidades le  trajeron el favor de Eduardo I de Inglaterra; sin embargo, en este país habiendo tenido que matar en duelo  a un cortesano huyó a Flandes entrando en el ejército de Felipe IV de Francia en el cual se significó en dispares ocasiones, talentos militares que subyugaron a su eminencia, retornando a Italia en 1313 donde se había acrecentado su  reputación marcial, descollado por su victoria con los gibelinos de Luca contra los florentinos comandados por el aventurero catalán Ramón Cardona en la batalla de Altopascio en 1325, y se apoderó de Ramón y el carrocio y entregó el territorio a la furia de sus soldados para  recompensarse de los dispendios de la guerra (anteriormente Castracani había devastado el valle de Nievole y el valle del Arno inferior, tomó a Prato y pilló a Pistoya, adelantándose hacia los florentinos).
Castracani, fascinado y maravillado de las prontas respuestas a las indagaciones al que era sometido el niño Velluti, ordenó que fuera inmediatamente restituido a su familia, y  a la edad de 16 años Velluti estudió derecho en la escuela de Bolonia fundada a principios del siglo XII logrando renombre muy pronto europeo asistiendo a ella alumnos de toda Europa particularmente desde mediados del XII cuando se introdujo el derecho canónico que tenían que estudiar los teólogos y jurisconsultos, recibiendo el doctorado en jurisprudencia, prosiguiendo sus estudios del Digesto en Carregi, cerca de Florencia, donde aprovecha las lecciones de Ugo.
Velluti de retorno a Florencia, descansa, pero un señor de sus padres le establece juez de Colle en calidad de doctor verificando sus cometidos con nobleza y enseña la Instituta abriendo un curso público, y después en Florencia logra gran consideración como jurista y el duque de Atenas le premia con el título de "Prior de la Libertad", magistratura importante y complicada de ejercer y además abogado de los pobres.
El resto de la vida de Velluti se reparte en desempeñar su profesión de jurisconsulto, consejero de un gran número de Mansiones y el cometido de diversos empleos como el de confaloniero u oficial superior de una parte de la guardia urbana y en 1350 de justicia, dignidad de primer orden, y por su experiencia y conocimientos se le encargaron misiones delicadas en bien de la República de Florencia con los estados vecinos y de árbitro en nombre de  la república por una multitud de querellas entre diferentes villas o entre familias, pero como se haya expuesto a graves peligros personales, lo deja y empieza su crónica a los 50 años, dejando también unas Memorias, y tuvo 6 hijos que tuvieron un rango honorable en Florencia y más tarde en el Reino de Nápoles, muriendo Velluti el 1 de julio de 1370.
También dejó una crónica de Florencia el famoso historiador Giovanni Villani (-1348) <<Istorie Florentine>>, Milán, 1802-1803, 8 v. obra inmensa que recoge los principales acontecimientos de Europa y de Italia, y Dino Compagni (1260-1324), escribió con gran libertad una historia de su patria de 1280 a 1312 insertada en el noveno volumen de <<Rerum italicarum scriptores>> de Ludovico Antonio Muratori reimprimida por Domenido Maria Manni (1690-1788) enriquecida por su prefacio muy erudito, y Dino fue prior de Florencia y contó con la amistad de Dante Alighieri, y edición más reciente de su crónica <<Cronica>>, Roma: Carocci, 2013.

## Obra
- La cronica domestica di Messer Donato velluti, escrita entre 1367 a 1370. ( manuscrito original por G. Volpi 1555-1560), Florencia, Sansoni, 1914.
- Le origini d'una famiglia  e d'una vie nella vecchia Firenze, Florencia, 1890.
- Cronaca di sua casa scritta da Paolo Velluti in continuazione a quella di Messer Donato Velluti, Florencia, 1870.
- Cronica di Firenze di Donato Vellutio, Florencia, 1731, in-4º.